# میچیتارو میزوشیما

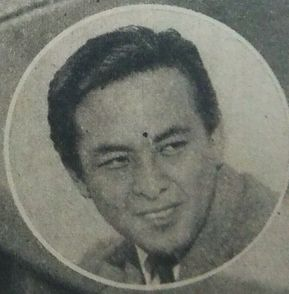
تصویر میزوشیما میچیتارو در سال ۱۹۴۸ میلادی

میچیتارو میزوشیما (به ژاپنی: 水島 道太郎 みずしま みちたろう) ۲۰ ژانویهٔ ۱۹۱۲ – ۲۳ مارس ۱۹۹۹)، او یک بازیگر ژاپنی است.
از فیلم‌ها یا برنامه‌های تلویزیونی که وی در آن نقش داشته است می‌توان به ۱۳ آدم‌کش (فیلم ۱۹۶۳) در نقش «ساهارا هیزو» (佐原平蔵) اشاره کرد.